# Skójka gruboskorupowa
Skójka gruboskorupowa (Unio crassus) – gatunek słodkowodnego małża z rodziny skójkowatych (Unionidae), występującego w czystych ciekach Europy od Atlantyku po zlewnie Morza Czarnego i Morza Kaspijskiego. Gatunek wrażliwy na zanieczyszczenie i przekształcanie siedlisk, zanika na wielu stanowiskach i jego liczebność maleje. Uznany za gatunek zagrożony, objęty ochroną na podstawie europejskich regulacji prawnych. W Polsce podlega ścisłej ochronie gatunkowej.

## Systematyka
Gatunek należy do rodziny skójkowatych (Unionidae), jest jednym z trzech przedstawicieli rodzaju Unio występujących w Polsce. Opisany przez L.M. Philipssona.

## Etymologia nazwy
Epitet gatunkowy, tak w nazwie naukowej (Unio crassus: łac. crassus – gruby, masywny), jak i zwyczajowej (skójka gruboskorupowa) odnosi się do grubości i ciężaru muszli, które to cechy zostały uznane za odróżniające ten gatunek od pozostałych gatunków rodzaju Unio.

## Występowanie
Zasięg gatunku obejmuje Europę Zachodnią (z wyjątkiem Wielkiej Brytanii i Półwyspu Iberyjskiego), Środkową i Wschodnią, Azję Mniejszą, Iran i Syberię. W Polsce skójka gruboskorupowa występowała w przeszłości (przed 1950 r.) w ciekach na obszarach wyżynnych i nizinnych kraju (odnotowano jej występowanie w rzekach Pobrzeża Bałtyku, Pomorza Zachodniego, Pojezierzy Suwalskiego i Mazurskiego, Mazowsza, Polesia, Wielkopolski i Małopolski oraz na Pogórzu Karpackim), później była coraz rzadziej spotykana.

## Cechy morfologiczne

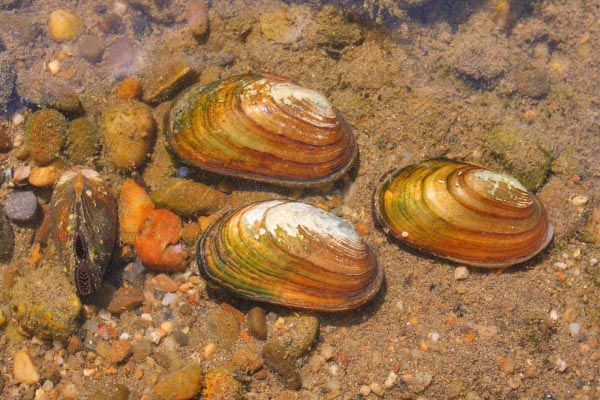
Osobniki skójki gruboskorupowej w rzece Kolpa (Słowenia).

Muszla grubościenna, masywna, w zarysie jajowatoprostokątna, jej wierzchołki słabo wystające, przesunięte ku przodowi (cześć muszli położona przed wierzchołkami 3–4-krotnie krótsza niż część tylna), wierzchołki bywają silnie skorodowane. Krawędź grzbietowa (i zamek) jest silnie wygięta, a brzuszna lekko wygięta, przedni brzeg łukowato zaokrąglony, a tylny tępo klinowaty. Zewnętrzna powierzchnia muszli gładka, linie przyrostów delikatnie zaznaczone. Muszle tego gatunku cechuje duże zróżnicowanie kształtów i koloru – przeważają muszle w ciemnych barwach, od rogowych do ciemnobrunatnych, z wiekiem ciemnieją do czarnego. Urzeźbienie wierzchołków muszli podobne do tego u skójki zaostrzonej, lecz bardziej regularne. Zamek muszli z płytą bardzo masywną, w prawej połówce muszli brak zęba głównego, obecny tylko ząb przedni boczny. W lewej połówce ząb boczny wewnętrzny szeroki i niski, ząb centralny wysoki, stożkowaty z karbowanym wierzchołkiem, zęby tylne boczne wąskie i długie. Wewnętrzna powierzchnia muszli gładka, z perłowym połyskiem, odcisk mięśnia zwieracza przedniego owalny, odcisk mięśnia wyciągacza nogi wąski i półokrągły.
Długość muszli: 40–72 mm; szerokość: 19–28 mm; wysokość: 25–45 mm.
Wewnętrzny płat skrzelowy jest w zarysie prostokątny, z wydłużonym tylnym końcem, płat zewnętrzny symetryczny, w zarysie wrzecionowaty.
W związku z dużą zmiennością fenotypową (kształtu, grubości i barwy muszli) wyróżniano wiele form i podgatunków tego małża. Z terenów Polski Poliński opisał trzy podgatunki (U. c. polonicus Polinski, U. c. ornatus Polinski oraz U. c. oviformis Hilbert, które jednak uznano za zmienność będącą rezultatem plastyczności.
Wyróżniane bywają następujące podgatunki:
- U. c. batavus
- U. c. bruguierianus
- U. c. carneus
- U. c. crassus
- U. c. cytherea
- U. c. jonicus.

## Biologia i ekologia

### Zajmowane siedliska
Gatunek reofilny, występuje w czystych rzekach i potokach, w osadach dennych piaszczystych lub piaszczysto-żwirowych. Wrażliwy na zanieczyszczenie i zmiany chemizmu wody. W przypadku gdy stężenie azotanów w wodzie przekroczy 10 mg/L, osobniki tego gatunku przestają się rozmnażać.

### Odżywianie
Filtrator, odżywiający się zawiesiną odcedzaną z wody na skrzelach. Zwierzę przebywa zakopane w osadach dennych, wystawiając ponad nie tylko tylną część muszli z syfonami.

### Rozmnażanie
Rozród odbywa się wiosną (kwiecień-maj), przystępują do niego osobniki o wymiarach muszli od 30–40 mm. Jaja przetrzymywane są w marsupiach w skrzelach, gdzie ulegają zapłodnieniu i rozwijają się w ciągu kilku miesięcy do stadium larwy (glochidium). Glochidia uwalniane są do wody, gdzie, połknięte przez ryby, przyczepiają się do ich skrzeli. Żywicielami glochidiów tego gatunku mogą być: ciernik (Gasterosteus aculeatus), cierniczek (Pungitius pungitius), jelec (Leuciscus leuciscus), kleń (Leuciscus cephalus), strzebla potokowa (Phoxinus phoxinus), okoń (Perca fluviatilis), wzdręga (Scardinius erythrophtalamus) i głowacz białopłetwy (Cottus gobio). Po przeobrażeniu młode małże odczepiają się i opadają na dno. Osobniki skójki gruboskorupowej mogą żyć do 80 lat.

## Interakcje międzygatunkowe
Glochidia skójki gruboskorupowej pasożytujące na rybach powodują powstawanie małych, nieznacznych zranień w miejscach przyczepienia.

## Zagrożenia i ochrona
Ze względu na zanikanie populacji i zmniejszanie liczebności skójki gruboskorupowej gatunek ten został ujęty jako zagrożony (EN) na Czerwonej Liście IUCN. Gatunek jest wymieniony w dyrektywie siedliskowej Rady Europy jako gatunek będący przedmiotem zainteresowania Wspólnoty, który wymaga ścisłej ochrony i którego ochrona wymaga wyznaczenia specjalnych obszarów ochrony siedlisk (SOO)) oraz w konwencji berneńskiej.
Na terenie Polski objęto go ścisłą ochroną gatunkową. W Polskiej czerwonej księdze zwierząt został zaliczony do kategorii EN (gatunki zagrożone wyginięciem).
Do ustępowania gatunku przyczyniły się zmiany warunków hydrologicznych i chemizmu wód spowodowane zrzutami zanieczyszczeń, zmianami charakteru zlewni (np. wyrębem lasów, prowadzeniem gospodarki rolniczej) i związaną z tym eutrofizacją, transportem ściętych pni i erozją brzegów i dna rzek, konstruowaniem tam na rzekach. Główną przyczynę upatruje się w spadku stężenia tlenu rozpuszczonego w wodzie. Negatywny wpływ na populacje skójki gruboskorupowej ma rozprzestrzenianie się gatunków inwazyjnych – piżmaka (Ondatra zibethicus), norki amerykańskiej (Neovison vison) i szopa pracza (Procyon lotor), które wykorzystują te małże jako źródło pokarmu.